# Hikari Takagi
Hikari Takagi (高木 ひかり, 21 de maig de 1993) és una futbolista japonesa.

## Selecció del Japó
Va debutar amb la selecció del Japó el 2016. Va disputar 19 partits amb la selecció del Japó.

## Estadístiques
| Selecció del Japó | Selecció del Japó | Selecció del Japó |
| Anys              | Partits           | Gols              |
| ----------------- | ----------------- | ----------------- |
| 2016              | 1                 | 0                 |
| 2017              | 12                | 0                 |
| 2018              | 6                 | 1                 |
| Total             | 19                | 1                 |